# Coracias temminckii
Coracias temminckii là một loài chim trong họ Sả.